# 土手町 (広島市)
土手町（どてちょう）は、広島県広島市にかつて存在した町名。現在の町の区域は広島市南区稲荷町、比治山町、松川町である。

## 歴史
京橋川の堤防地のため名づけられた。もと「東土手町」と称した。たびたび火災があったため他の3町（比治山町、松川町、東大工町）と共に「稲荷町」と改称し、これを「稲荷町西組」とした。1882年1月、同西組全部に東柳町の内1段6畝18歩4合3勺及び段原村の内3段1畝5歩2合6勺を加えて1町となし、「土手町」とした。廃止年月日は、1965年4月1日である。

## 人口
1925年末の現住戸数・現住人口は、198・813。

## 経済

### 産業
商工業
- 坂本常蔵（広島県多額納税者[4]、土木建築請負業）
- 坂本柳太（広島県多額納税者[5]、土木建築請負業[6]、広島土木建築業組合長、同相談役）
- 永井幸兵衛（広島県多額納税者、株式取引員）[5]
- 平田松五郎（材木[6]、薪炭商[7]）

### 家主
- 杉本壽雄（家主）[6]

## 出身・ゆかりのある人物
- 島川宗勝[7]
- 杉本仲之助[7]
- 比企彰[7]
- 藤田精一[7]
- 西山福治（広島高工校教授）[7]
- 和合英太郎（大日本製氷社長）[8]